# Spinoaequalis schultzei
Spinoaequalis schultzei és una espècie extinta de rèptil areoscelidi que visqué al supercontinent de Lauràsia durant el Carbonífer superior, fa entre 298,9 i 303,7 milions d'anys. Se n'han trobat restes fòssils a Kansas (Estats Units). Es tracta de l'única espècie del gènere Spinoaequalis. Juntament amb el petrolacosaure, és un dels únics diàpsids del Carbonífer que es coneixen. És possible que fos aquàtic: la cua és típica d'un animal aquàtic, però l'anatomia de les potes fa pensar que era plenament terrestre. El nom genèric Spinoaequalis significa ‘espines iguals’, mentre que el nom específic schultzei fou elegit en honor del paleontòleg alemany Hans-Peter Schultze.